# سفارة روسيا في منغوليا
سفارة روسيا في منغوليا هي أرفع تمثيل دبلوماسي لدولة روسيا لدى منغوليا. تقع السفارة في أولان باتور وهي تهدف لتعزيز المصالح الروسية في منغوليا.

## وصلات خارجية
- الموقع الرسمي
- قائمة سفارات روسيا
- قائمة السفارات في منغوليا